# Frankfurter General-Anzeiger

General-Anzeiger mit einem Artikel von Peter Drucker über den New Yorker Börsenkrach am 25. Oktober 1929

Der Frankfurter General-Anzeiger war eine Tageszeitung, die von 1876 bis 1943 in Frankfurt am Main unter wechselnden Bezeichnungen herausgegeben wurde. Sie erschien als General-Anzeiger der Stadt Frankfurt, zeitweise auch als Frankfurter Anzeiger.

## Geschichte
Nachdem am 1. Juli 1874 die juristischen und steuerlichen Beschränkungen durch das Reichspressegesetz aufgehoben wurden, kam es in rascher Folge zu zahlreichen Zeitungs-Neugründungen. Der General-Anzeiger der Stadt Köln erschien erstmals 1875, der General-Anzeiger der Stadt Frankfurt (1876), der Dortmunder General-Anzeiger (1879) und der Berliner General-Anzeiger (1883) und viele weitere lokale Zeitungen folgten. Die neuen Unternehmungen waren weniger politisch, religiös oder weltanschaulich motiviert, sondern wurden als reine Investitionsobjekte betrachtet.
Die Verleger des erstmals am 26. Mai 1876 erschienenen General Anzeigers der Stadt Frankfurt am Main (GA) waren Heinrich Horstmann, Sohn des Druckereibesitzers Carl Horstmann und dessen Vetter Georg Horstmann. Das Stammhaus der 1836 gegründeten Druckerei befand sich im Großen Hirschgraben, die Zeitung wurde in der Münzgasse 16 gedruckt. Der General-Anzeiger war anfangs ein kostenlos verteiltes Anzeigenblatt mit einer Auflage von lediglich 10.000 Exemplaren. Wenig später wurde ein redaktioneller Teil eingefügt und erstmals eine Abonnementsgebühr erhoben. Bereits 1880 hatte die Zeitung 22.000 Abonnenten. 1888 starb Heinrich Horstmann, sein Vetter Georg führte den Verlag alleine fort.
Georg Horstmann starb im Juli 1917. Nach seinem Tod erbten sein Sohn und seine zwei Töchter das Unternehmen. Der Berufsdiplomat Alfred Horstmann, Elly Burggräfin und Gräfin von Dohna und Gertrud von Lang-Puchhof traten als persönlich haftende Gesellschafter der H. & G. Horstmann Verlag und Druck des Generalanzeigers der Stadt Frankfurt am Main (Frankfurter Generalanzeiger) ein.

### Zeitungskrieg
1910/11 kam es zu einem deutschlandweit beachteten Konkurrenzkampf mit den im Verlag J. G. Holtzwart erscheinenden Frankfurter Nachrichten, wie der GA ein bürgerliches, kommerzielles Blatt. In Frankfurt erschienen fünf Tageszeitungen, teilweise in mehreren Ausgaben täglich, und sie rivalisierten stark um Abonnenten und Anzeigenkunden. Zwischen dem GA und den FN mündete dies in mehrere Zivil- und Strafprozesse. Die Verlage bezichtigten sich gegenseitig der Verleumdung, Beleidigung und unlauteren Wettbewerbs und verklagten sich auf Schadensersatz in Höhe von bis zu einer Million Mark. Nachdem im auf Sensationen, Polemik und Satire spezialisierten Frankfurter Wochenblatt Die Fackel (Herausgeber Jean Baptist Müller-Herfurth) mehrere Schmähartikel gegen die FN erschienen waren, wurde ruchbar, dass die Artikel von GA-Chefredakteur Fritz Carl Mathern mit Wissen von GA-Geschäftsführer Emanuel Heß und GA-Verleger Horstmann verfasst, lanciert und weiterverbreitet worden waren. Dies machte FN-Verleger Karl Rohwaldt in einer Broschüre Ein Aufsehen erregender Presseskandal. Enthüllungen der Frankfurter Nachrichten über den Frankfurter General-Anzeiger (1911) öffentlich, über die in zahlreichen Zeitungen in ganz Deutschland berichtet wurde. Inhaltlich ging es um umstrittene Rabattaktionen der FN mit Coupons für Inserate und verschiedene Versuche, sich Anzeigenkunden, Abonnenten und sogar Miteigentümer gegen das andere Blatt aufzubringen. Der Verein Deutscher Zeitungsverleger versuchte intensiv zu vermitteln. Die Gerichtsprozesse endeten im Dezember 1911 im Kern in einem Vergleich, in dem Verleger Horstmann und Chefredakteur Mathern Fehlverhalten einräumten, es öffentlich bedauerten, alle Gerichtskosten trugen und gemeinnützige Spenden versprachen. Daraufhin wurden Klagen und Anzeigen zurückgezogen.

### Blütezeit und Ende

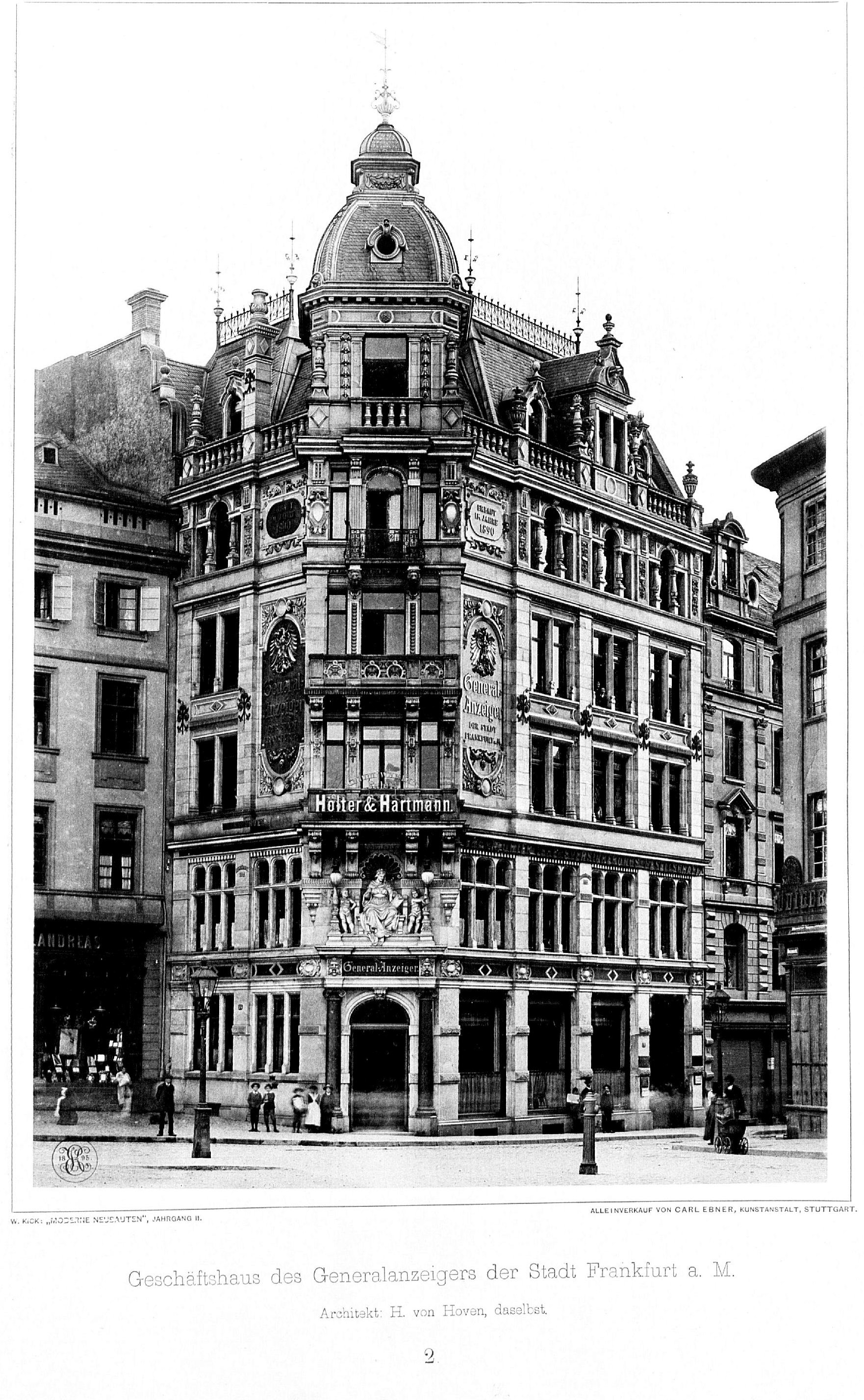
Geschäftshaus des General-Anzeigers am Roßmarkt

Während des Ersten Weltkriegs stieg die Auflage sprunghaft auf 180.000 Exemplare. Nach dem Krieg sank sie – wie bei fast allen Zeitungen im Reich – auf 128.000 Exemplare um 1920, stieg bis 1929 aber wieder auf 155.000 Exemplare. Der General-Anzeiger war damit die auflagenstärkste Frankfurter Tageszeitung. Im Gegensatz etwa zu der überregional sehr renommierten Frankfurter Zeitung hatte vom Arbeiter bis zum Mittelstand lokal eine sehr breite Leserschaft als „typisches Familienblatt mit starkem Inseratenteil“.
Nach dem Ende der Inflation kostete die Einzelausgabe 10 Pfennig, samstags 15 Pfennig, für das Monatsabonnement waren 2,65 Reichsmark zu zahlen. Die Straßenausgabe erschien um 11 Uhr, die Abonnementsausgabe wurde neu redigiert und erschien um 15 Uhr.
Der spätere US-amerikanische Wirtschaftswissenschaftler Peter Drucker war 1929 zum General-Anzeiger gekommen. Seinen ersten Artikel für die Zeitung schrieb er am 25. Oktober 1929 über den New Yorker Börsenkrach, den Schwarzen Donnerstag. Drucker berichtete, dass die Zeitung um 1930 nur 14 oder 15 Redakteure beschäftigt habe.
Von 1926 bis 1936 war Erich Dombrowski Chefredakteur. Durch ihn kam der General-Anzeiger zu einer zweiten Blüte. Er gehörte 1949 zu den Mitbegründern der Frankfurter Allgemeinen Zeitung. „Dombrowski kam vom Berliner Tageblatt aus der Schule Theodor Wolffs und hatte den Ehrgeiz, das ihm anvertraute Blatt in seiner literarischen Qualität zu heben. Nach der Meinung vieler Leser überstiegen seine sonntäglichen Leitartikel bedenklich ihr Fassungsvermögen“, schrieb der Stadtchronist Fried Lübbecke. Sie „waren aber so frisch geschrieben, dass sie nur wenige verscheuchten.“
Die letzte Ausgabe des General-Anzeigers erschien am 31. März 1943. Verbliebene Abonnenten erhielten das „Frankfurter Volksblatt“, eine gleichgeschaltete NS-Zeitung.
Die 1946 gegründete Frankfurter Neue Presse (FNP) erwarb 1949 von Horstmann die Titelrechte am Frankfurter Generalanzeiger. Am 1. April 1952 erschien die FNP erstmals mit dem Untertitel Generalanzeiger.

## Bekannte Redakteure
- Erich Dombrowski, Chefredakteur 1926–1936
- Peter Drucker, Ressorts Außenpolitik und Wirtschaft 1929–1933 (emigriert)
- Emil Frankfurter, Korrespondent in Berlin, bis 1933
- Artur Holde, Musikredakteur (emigriert)
- Max Geißler (1918–1933), Literaturredakteur 1891–1898
- Richard Kirn, Sport- und Lokalredakteur
- Ludwig Marcuse, Theater- und Literaturkritiker 1925–1929
- Friedrich (Fritz) Carl Mathern, Chefredakteur um 1910, Ressortchef Lokales ab 1918, Lustspielautor für Theater, später Kino und Fernsehen; Prokurist
- Richard May, Chefredakteur 1918–1919
- Siegfried Melchinger, Ressortchef Kultur in der Zeit des Nationalsozialismus
- Rudolf Presber, Feuilletonredakteur 1894–1898
- Max Schröder, Chefredakteur 1919–1923
- Erwin Steinitzer, Chefredakteur 1923–1926

Im Verlag des Frankfurter General-Anzeigers:
- Siegbert Tarrasch Redakteur des Frankfurter Schachblattes 1893 bis 1895

## Gebäude

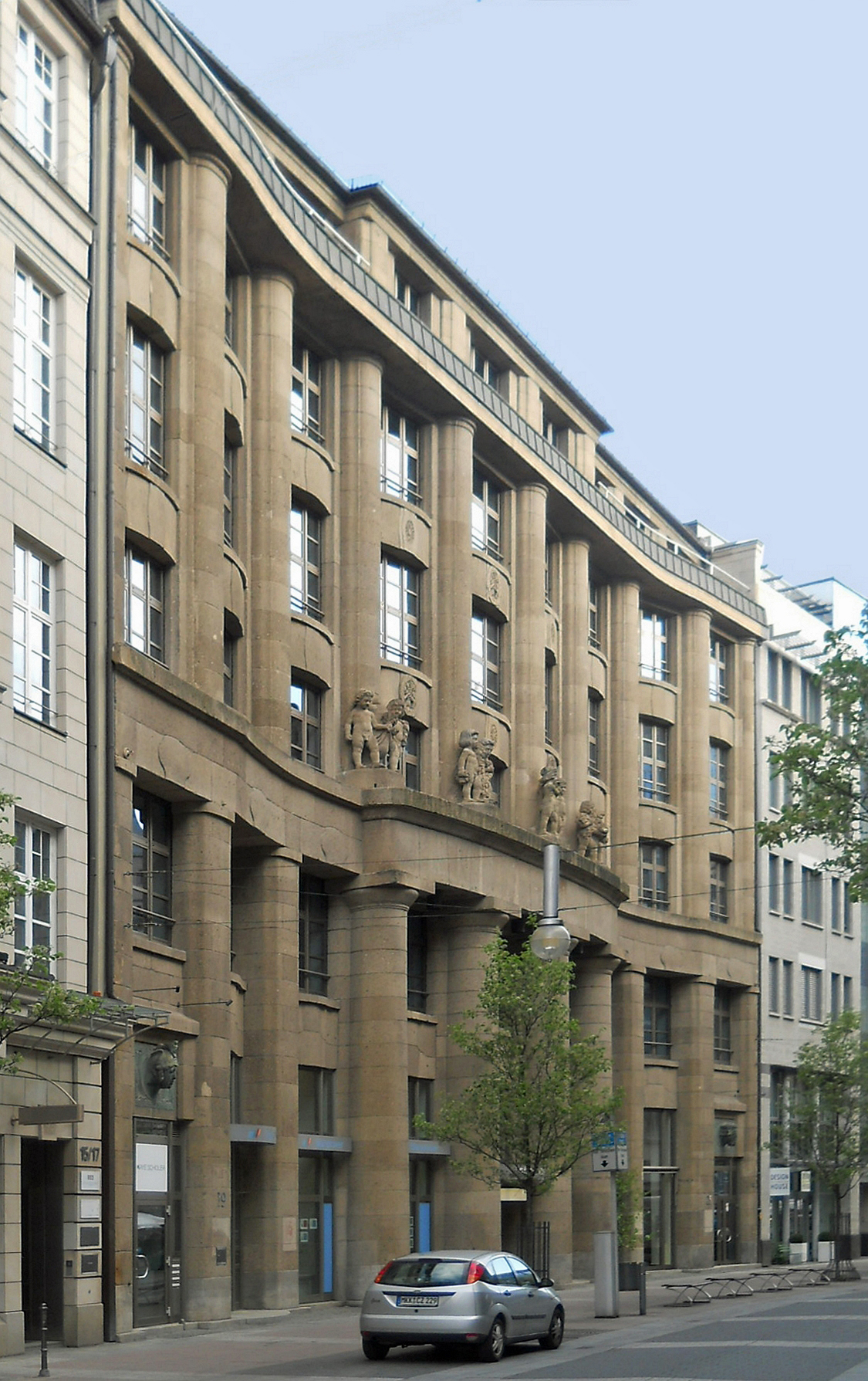
Geschäftshaus des General-Anzeigers in der Schillerstraße

### Roßmarkt
Die Ausgaben der ersten Jahre wurden noch bei Carl Horstmann in der Münzgasse 45 gedruckt. Das erste eigene Druck- und Geschäftshaus des Frankfurter General-Anzeigers, Roßmarkt 20, Ecke Große Gallusgasse (das „General-Anzeiger-Eck“) wurde 1890 im Stil des Neobarock von der Frankfurter Baufirma Ph. Holzmann & Co. nach Entwürfen des Architekten Franz von Hoven erbaut. Direkt gegenüber stand das heute an gleicher Stelle platzierte Gutenberg-Denkmal. Das Gebäude beherbergte die Druck-, Verwaltungs- und Redaktionsräume des General-Anzeigers.
Im Erdgeschoss des Vorderhauses war die Annoncen-Annahmestelle zu finden. Im Seitenbau befanden sich die Verwaltungsräume, im Untergeschoss war die Stereotypie untergebracht.
Im Untergeschoss des Hinterhauses befanden sich die Motoren. Die Transmissionen führten durch die Decke zu den Räumen im Erdgeschoss des Hinterhauses, in dem die Druckmaschinen aufgestellt waren. Im ersten Geschoss war der Expeditionssaal, im zweiten die Redaktion, im dritten die Textsetzerei und im vierten die Annoncensetzerei untergebracht. Im Dachgeschoss wohnte das Hauspersonal.
Das Gebäude wurde während eines Luftangriffs auf Frankfurt im Zweiten Weltkrieg zerstört.

### Schillerstraße
Im Jahre 1912 zog der General-Anzeiger vom Roßmarkt in sein neu erbautes Geschäfts- und Druckhaus Schillerstraße 19–25. Architekten waren Ludwig Bernoully und Adam Heinrich Assmann, die durch einen Wettbewerb ermittelt wurden. Das Gebäude bestand aus einem Hauptbau mit einer Länge von 36 Metern sowie einem parallel stehenden Maschinenhaus an der Neuen Taubenstraße. Beide wurden mit einem Quertrakt verbunden. In den Gebäuden wurde die Redaktionen und Anzeigenbüros, der Saal für die Zeitungsrotationsmaschinen, die Setzerei und die Stereotypie untergebracht. Zur Hofseite befand sich die Versandabteilung, im Erdgeschoss an der Schillerstraße die Annoncen-Expedition und Abonnementsabteilung. Wegen der schweren Maschinen und der Vibration der Rotation, wurden die Decken in Eisenbeton ausgeführt und von massiven Unterzügen und Pfeilern getragen. Auch die Außenwände wurden in Eisenbeton errichtet und an den Nebenfronten mit steinmetzmäßig bearbeitetem Vorsatzbeton verkleidet. Die Hauptfassade an der Schillerstraße wurde in hellem Tuffstein ausgeführt und mit Steinmetzarbeiten künstlerisch gestaltet. Dieses Gebäude besteht noch heute.